# اراده (فلسفه)
اراده در فلسفه، قوه‌ای از ذهن است و به معنای پاسخ آگاهانه در تعامل با جهان خارج است، در فلسفه به یکی از ویژگی‌های ذهن، و انتساب کردارهایی که از روی نیت مرتکب شده‌اند اشاره دارد. کنش‌ها که بر اساس ارادهٔ شخص انجام شده باشند «ارادی» یا «داوطلبانه» و گاهی به‌طور تحقیرآمیز «خودسرانه» یا «از روی قصد» خوانده می‌شود. به‌طور کلی، «اراده» به یک خواستهٔ مشخص یا دلخواه اشاره ندارد، بلکه ظرفیت کلی داشتن چنان خواسته‌هایی و قاطعانه عمل کردن بر مبنای آنهاست، بر اساس هر معیارهایی که عامل ارادی اعمال می‌کند.